# Pega Pega
Pega Pega é uma telenovela brasileira produzida e exibida pela TV Globo de 6 de junho de 2017 a 8 de janeiro de 2018 em 184 capítulos. Substituiu Rock Story e foi substituída por Deus Salve o Rei, sendo a 90.ª "novela das sete" exibida pela emissora. 
Teve a autoria de Claudia Souto, com a colaboração de Daniel Berlinsky, Wendell Bendelack, Julia Laks e Isadora Wilkinson, teve direção de Luiz Felipe Sá, Noa Bressane, Dayse Amaral e Ana Paula Guimarães. A direção geral foi de Marcus Figueiredo e a direção artística de Luiz Henrique Rios.
Contou com Mateus Solano, Camila Queiroz, Marcelo Serrado, Mariana Santos, Irene Ravache, Marcos Caruso, Elizabeth Savala, João Baldasserini, Nanda Costa, Marcos Veras, Thiago Martins e Vanessa Giácomo.

## Enredo
Ambientada no Rio de Janeiro, nos bairros de Copacabana e Tijuca, a novela tem como trama central o roubo milionário no tradicional e luxuoso hotel Carioca Palace, e seus desdobramentos na vida de cada um dos envolvidos, sejam eles hóspedes, funcionários ou convidados para um grande baile de gala. O dono, Pedrinho Guimarães, herdou o hotel da família e nunca o viu como um negócio, mas como um jeito de esbanjar. O playboy abusou de todo o glamour e caiu na farra, deixando de lado a administração do negócio. Como consequência, o Carioca foi perdendo seu prestígio e principalmente seu faturamento. À beira da falência, Pedrinho, pretendendo viver nos Estados Unidos na companhia do mordomo Nelito e da neta Luíza, vende o hotel para Eric Ribeiro, um dos empresários mais conceituados do Brasil. Não contava que sua neta, que sempre viveu como princesa no hotel, se apaixonasse por Eric e sofresse duplamente com a transação em segredo, por se sentir enganada pelos dois homens que mais ama, e pelo roubo milionário do hotel durante sua festa de aniversário.
Eric perdeu a mulher em um acidente de carro e nunca mais se relacionou sentimentalmente, apesar das investidas de sua assessora pessoal, a desengonçada e ambiciosa Maria Pia, que faz de tudo por ele. No entanto, Eric a tem apenas como uma grande amiga. O empresário é pai da frágil e problemática adolescente Bebeth, que sofre muito desde a morte da mãe, vivendo em um mundo totalmente paralelo, sofrendo de transtornos psicóticos.
O crime foi arquitetado pelo ardiloso concierge Malagueta que, sempre atento às negociações do patrão, convenceu o garçom Júlio, o recepcionista Agnaldo e a camareira Sandra Helena a executarem o plano. A princípio eles hesitam mas depois concordam em participar do mirabolante roubo do cofre do hotel, crime que irá afetar a vida de todos. Antônia, investigadora do caso, é uma profissional incorruptível e terá um desafio, que vai além de desvendar o mistério: ela acabará se apaixonando por Júlio.
O quarteto criminoso, que não pode gastar o dinheiro para não levantar suspeitas, segue trabalhando normalmente no Carioca Palace, torcendo para que a empresa decrete falência e todos sejam demitidos.

## Elenco
| Intérprete               | Personagem                                    |
| ------------------------ | --------------------------------------------- |
| Mateus Solano            | Eric Ribeiro                                  |
| Camila Queiroz           | Luíza Guimarães                               |
| Thiago Martins           | Júlio Mendes da Silva                         |
| Vanessa Giácomo          | Detetive Antônia Almeida da Silva             |
| Marcelo Serrado          | Vítor Aguiar Nunes (Malagueta)                |
| Mariana Santos           | Maria Pia Camargo Neves e Silva               |
| Nanda Costa              | Sandra Helena dos Passos Reis                 |
| João Baldasserini        | Agnaldo Macedo                                |
| Marcos Caruso            | Pedro William Guimarães (Pedrinho)            |
| Irene Ravache            | Sabine Favre                                  |
| Elizabeth Savalla        | Arlete Almeida Mendes da Silva Guimarães      |
| Marcos Veras             | Detetive Domênico Lopes                       |
| Ângela Vieira            | Lígia Camargo Neves e Silva                   |
| Reginaldo Faria          | Athaíde Camargo Neves e Silva                 |
| Valentina Herszage       | Elizabeth Ribeiro (Bebeth)                    |
| Jaffar Bambirra          | Márcio                                        |
| Jeniffer Nascimento      | Tânia Alencar                                 |
| David Junior             | Dom Favre / Aristides Souza Damião (Tidinho)  |
| Danton Mello             | Rodrigo Borges (Borges)                       |
| Rômulo Neto              | Lourenço Gaia                                 |
| Dani Barros              | Tereza Pereira Borges                         |
| Paulo Vilhena            | Evandro Torres                                |
| Ícaro Silva              | Edílson Souza Damião (Dílson)                 |
| Nicette Bruno            | Elza Mendes da Silva                          |
| Cristina Pereira         | Maria dos Prazeres Mendes da Silva (Prazeres) |
| Guilherme Weber          | Douglas Saldanha / Brigitta                   |
| Rodrigo Fagundes         | Nelito Almeida                                |
| Milton Gonçalves         | Cristovão Souza Damião                        |
| Virgínia Rosa            | Maria Madalena Souza Damião (Madá)            |
| Marcelo Escorel          | Delegado Siqueira Motta                       |
| Bernardo Marinho         | Wanderley Macedo                              |
| Gabriel Sanches          | Flávio / Rúbia Richards                       |
| Sérgio Menezes           | Sérgio                                        |
| Cacá Amaral              | Timóteo Nunes Filho                           |
| Alessandro Brandão       | Rogério / Rouge                               |
| Edvana Carvalho          | Dulcina dos Passos Reis Tavares               |
| Edmilson Barros          | Aníbal Tavares                                |
| Álamo Facó               | Dr. Matias                                    |
| Thiaré Maia              | Natália                                       |
| Márcio Kieling           | Dr. Adriano                                   |
| Leandra Caetano          | Adriana Pereira Borges (Drica)                |
| Antônio Guilherme Cabral | Gabriel Saldanha                              |

### Participações especiais
| Intérprete             | Personagem                          |
| ---------------------- | ----------------------------------- |
| Aracy Balabanian       | Mariazinha Pires de Sabóia          |
| Cíntia Dicker          | Ulla Berger                         |
| Camila Amado           | Dona Marieta Lazarini               |
| Bruna Linzmeyer        | Detetive Bruna                      |
| Francisco Cuoco        | Seu Chico                           |
| Marina Ruy Barbosa     | Amália Flores (de Deus Salve o Rei) |
| Daniel Dantas          | Juiz Guilherme Silveira             |
| Tiago Abravanel        | Bóris                               |
| Alexandra Richter      | Valquíria Larazini                  |
| Geovanna Tominaga      | Yumi                                |
| Gláucio Gomes          | Hermes França                       |
| Guida Vianna           | Dona Cleide Aguiar                  |
| Mayara Lepre           | Raquel                              |
| Anna Rita Cerqueira    | Letícia                             |
| Jaime Leibovitch       | Piérre                              |
| Julianne Trevisol      | Carolina Gusmão                     |
| Fábio Villa Verde      | Santana                             |
| Vitor Facchinetti      | Carlos                              |
| Lucci Ferreira         | Cássio                              |
| Aramis Trindade        | Rômulo                              |
| Regina Gutman          | Isabel Pereira                      |
| Jorge Lucas            | Monteiro                            |
| Michel Bercovitch      | Sidney Lopes                        |
| Paulo Hamilton         | Canivete                            |
| Yan Chi (Dinastiachi)  | Georgey                             |
| Carlos Fonte Boa       | Jarbas                              |
| Tatá Werneck           | Ela mesma                           |
| Gilberto Barros        | Ele mesmo                           |
| Gavin James            | Ele mesmo                           |
| Regina Duarte          | Ela mesma                           |
| Hugo Gloss             | Ele mesmo                           |
| Dream Team do Passinho | Eles mesmos                         |
| Kéfera Buchmann        | Ela mesma                           |
| Evelyn Regly           | Ela mesma                           |
| Dan Torres             | Ele mesmo                           |
| Bruno Chateaubriand    | Ele mesmo                           |
| Remo Rocha             | Dr. Antonio                         |
| Flávio Canto           | Cleber                              |
| Alice Assef            | Karla                               |
| Pietro Mário           | Senhor do realejo                   |
| Ivens Godinho          | Miranda                             |
| Marcelo Borghi         | Violino                             |
| Henrique Neves         | Segurança do Carioca Palace         |
| Juliana Guimarães      | Mulher de Waldemir                  |
| Ana Paula Botelho      | Vizinha de Malagueta                |
| Christiana Amadeo      | Dona Cristina                       |
| Ivo Gandra             | Repórter                            |
| Tarciana Saad          | Gerente da loja                     |
| Paulo Carvalho         | Médico do Pedrinho                  |
| Zeca Carvalho          | Contador do Pedrinho                |
| Adriano Petermann      | Gerente de supermercado             |

## Produção
Em julho de 2013, Claudia Souto apresenta uma sinopse ao Fórum de Dramaturgia, porém é escalada para colaborar em Alto Astral. Em agosto de 2015, entrega uma nova sinopse. Em novembro do mesmo ano, Walcyr Carrasco, com quem a autora colaborou em três novelas, é apontado como supervisor da obra, mas desmente a informação. Pega Ladrão seria oficializado como título, porém, para evitar referência ao cenário político atual do país, a emissora preferiu trocar para Pega Pega. Antes, cogitou-se Carioca Palace como título da obra.
O projeto cenográfico do fictício "Carioca Palace Hotel", assinado por Maurício Rohlfs, foi uma combinação de estilos dos tradicionais cinco estrelas mundiais. Dois andares foram construídos, com uma área total de 2 200 m2, incluindo áreas comuns como lobby, piscina, quiosque e calçadão. Outros seis andares e a cobertura foram inseridos por computação gráfica. O hall da recepção, com  pé-direito de seis metros, usou materiais como mármore, granito, porcelanato, lustres de cristal e louças portuguesas. Todos os materiais e revestimentos utilizados eram reais, apresentando o glamour de um hotel cinco estrelas.

### Escolha do elenco e preparação
Andreia Horta foi convidada para interpretar Antônia, mas preferiu optar por atuar em Tempo de Amar e Vanessa Giácomo assumiu seu papel. José Loreto interpretaria Agnaldo, porém não se adequou ao perfil cômico e foi substituído por João Baldasserini. Para compreender a rotina de um hotel, os atores tiveram aulas de hotelaria. Camila Queiroz se mudou para o Rio de Janeiro e fez aulas de fonoaudiologia para minimizar o sotaque paulista interiorano.

## Exibição
Assim como ocorreu com suas duas antecessoras – Rock Story e Haja Coração – a novela não apresentou sua estreia numa segunda-feira, tendo seu première fixado em 6 de junho, uma terça-feira.
No dia 2 de agosto, a novela não foi exibida devido à transmissão da votação do arquivamento da denúncia contra o presidente Michel Temer, na Câmara dos Deputados. Já no dia 25 de outubro, a novela também não foi levada ao ar, já devido à exibição da segunda denúncia contra Temer na Câmara. 

### Reprise
Foi reprisada no horário das 19h em uma edição especial de 107 capítulos, exibida de 19 de julho a 19 de novembro de 2021, substituindo a segunda parte de Salve-se Quem Puder, uma vez que as gravações de Quanto Mais Vida, Melhor!, cotada para ser sua sucessora, seguiam em ritmo reduzido em razão dos impactos da pandemia de COVID-19, com pouca frente de capítulos gravados.

### Exibição internacional
Pega Pega estreou no Uruguai pela Teledoce, com o título La Trampa (A Armadilha, em tradução literal), em 30 de julho de 2018.

## Recepção

### Audiência
Exibição original
O primeiro capítulo da trama marcou 28,8 (29) pontos de audiência na Grande São Paulo, índice superior as duas últimas tramas do horário – Rock Story e Haja Coração, sendo a maior audiência em estreia desde Cheias de Charme, exibida em 2012, com 35 pontos. O segundo capítulo, exibido numa quarta-feira registrou 26,5 pontos. No terceiro dia a trama cravou 27,9 de audiência.
A trama obteve em sua primeira semana uma audiência de 27,1 de média, superando todas as antecessoras, parando em Cheias de Charme que marcou 28,6 na semana de estreia. Já na segunda semana, a trama bateu seu primeiro recorde: foram 30,8 de média no sétimo capítulo.
Nos dias 5 e 6 de julho, a novela cravou 28 e 29 pontos na Grande São Paulo e no dia 6, chegou a 32 pontos na cidade do Rio de Janeiro. Em ambos os capítulos foi ao ar uma sequência policial que resultou no baleamento de Eric (Mateus Solano).
No dia 10 de agosto, a novela pontuou mais um recorde, cravando 32,1 pontos. Neste dia, Luíza (Camila Queiroz) descobre, por meio da camareira Tânia (Jeniffer Nascimento), que Sandra Helena (Nanda Costa) beijou Eric durante o baile à fantasia, na reinauguração do Carioca Palace.
No dia 15 de agosto, a novela marcou 32,3 pontos; Nesse capítulo mostrou a aparição da personagem Arlete (Elizabeth Savalla), mãe de Julio (Thiago Martins).
No dia 21 de agosto, a novela bateu mais um recorde, marcando 33 pontos, neste capitulo foram exibidas as cenas de Sabine (Irene Ravache) culpando Pedrinho (Marcos Caruso) por ela ter perdido o filho deles na época em que estava grávida e Dom (David Junior) descobrindo que é irmão de Dílson (Ícaro Silva). No dia 5 de setembro, a novela chegou a 35,2 pontos de média, com a exibição da prisão de Agnaldo (João Baldasserini).
Seu menor índice foi de 20,7 pontos no dia 16 de setembro.
O último capitulo exibido em 8 de janeiro, registrou 35,8 pontos em São Paulo e 37 pontos no Rio de Janeiro. Teve média geral de 28,8 pontos em São Paulo, a maior desde Cheias de Charme. No Rio de Janeiro, a média também foi de 28,8 pontos, não superado desde Totalmente Demais (2015–16).
Reprise
O primeiro capítulo da reprise, exibido no dia 19 de julho de 2021, anotou 23,6 pontos, sendo esse o índice mais baixo de uma estreia do horário até então se igualando a Verão 90 (2019). No quinto capítulo, os índices despencaram para 20,4 pontos, e no sexto capítulo para 19,2 pontos.
Após duas semanas em baixa, a novela anotou seu primeiro recorde em 11 de agosto com 25,6 pontos. Sua pior média foi registrada em 22 de outubro com 17,9 pontos.
Diferente da exibição original, a reprise chegou a atingir índices pífios na faixa das 19h. O último capítulo registrou apenas 22,7 pontos, sendo a pior performance desde Geração Brasil (2014) que cravou 21,7 pontos. Teve média geral de 22,2 pontos, sendo uma das novelas menos assistidas do horário.

## Música
As canções que integram Pega Pega foram divulgadas pelo colunista Flávio Ricco, do UOL, em 23 de maio de 2017. O mesmo divulgou que a banda Skank fez um cover de "A Hard's Day Night", de The Beatles, para servir de tema de abertura da telenovela. A faixa foi lançada em 2 de junho de 2017. A seguir, é listada as canções que compõe a trama:

### Volume 1
Capa: Camila Queiroz e Mateus Solano como Luíza e Eric.
| N.º | Título                           | Música                           | Tema                    | Duração |  |
| 1.  | "A Hard Day's Night"             | Skank                            | Abertura                |         |  |
| 2.  | "Vambora"                        | Frejat                           |                         |         |  |
| 3.  | "Now You Want Me Back"           | Ina Forsman                      |                         |         |  |
| 4.  | "Human"                          | Rag'n'Bone Man                   | Geral                   |         |  |
| 5.  | "Me Too"                         | Meghan Trainor                   | Maria Pia               |         |  |
| 6.  | "Essa Mina É Louca"              | Anitta (part. Jhama)             | Sandra Helena e Agnaldo |         |  |
| 7.  | "Tempo de Menino (Alô Tijuca)"   | Pedro Luís (part. Erasmo Carlos) |                         |         |  |
| 8.  | "Se For pra Mentir"              | Chico Buarque e Roberta Sá       |                         |         |  |
| 9.  | "Nervous"                        | Gavin James                      | Luíza e Eric            |         |  |
| 10. | "Dengo"                          | Anavitória                       | Bebeth e Márcio         |         |  |
| 11. | "Só Posso Dizer"                 | Nando Reis                       |                         |         |  |
| 12. | "Quem Sabe Isso Quer Dizer Amor" | Milton Nascimento                | Borges                  |         |  |
| 13. | "Tempo em Movimento"             | Lulu Santos                      |                         |         |  |
| 14. | "My Baby Just Cares for Me"      | Delicatessen                     | Pedrinho/Carioca Palace |         |  |
| 15. | "I Will Survive"                 | Gloria Gaynor                    | Locação: Boate Strass   |         |  |

### Volume 2
Capa: Vanessa Giácomo e Thiago Martins como Antônia e Júlio.
| N.º | Título                                                         | Música                                    | Personagem                        | Duração |  |
| 1.  | "I Put a Spell on You"                                         | Iza                                       | Antônia e Júlio                   |         |  |
| 2.  | "La bicicleta"                                                 | Carlos Vives e Shakira                    | Rio de Janeiro/Boate Strass       |         |  |
| 3.  | "Beautiful Life"                                               | Lost Frequencies (part. Sandro Cavazza)   | Malagueta/Sandra Helena e Agnaldo |         |  |
| 4.  | "Broke my Heat in Two (Você Partiu Meu Coração"                | Alma Thomas                               | Malagueta e Maria Pia             |         |  |
| 5.  | "Catch and Release"                                            | Matt Simons                               |                                   |         |  |
| 6.  | "Promenons Nous Dans Le Parc"                                  | Maria de Angelis                          |                                   |         |  |
| 7.  | "Sonífera Ilha"                                                | Pato Fu                                   | Elza e Prazeres                   |         |  |
| 8.  | "Back on the Top"                                              | I Koko                                    |                                   |         |  |
| 9.  | "Handle This"                                                  | Amy Ward                                  |                                   |         |  |
| 10. | "Cutuca"                                                       | Maria Rita                                |                                   |         |  |
| 11. | "Eu sem Você"                                                  | Monique Kessous                           |                                   |         |  |
| 12. | "Recado"                                                       | Gonzaguinha e Luiza Possi                 | Pedrinho e Arlete                 |         |  |
| 13. | "Só Hoje"                                                      | Zeca Baleiro                              | Júlio                             |         |  |
| 14. | "Torn"                                                         | James Tw                                  | Dom                               |         |  |
| 15. | "Fé na Luta (música incidental: Dias de Luta, Dias de Glória)" | Gabriel O Pensador (part. Tais Alvarenga) |                                   |         |  |